# Synthymia sabulosa
Synthymia sabulosa är en fjärilsart som beskrevs av Rothschild. Synthymia sabulosa ingår i släktet Synthymia och familjen nattflyn. Inga underarter finns listade i Catalogue of Life.